# João Paulo & Daniel
João Paulo & Daniel foi uma dupla sertaneja brasileira formada pelos cantores José Henrique dos Reis, o João Paulo e José Daniel Camillo, o Daniel. Ambos nascidos em Brotas, no interior de São Paulo, os amigos formaram a dupla em 1980. Em 1985, lançaram Amor Sempre Amor, o primeiro álbum de estúdio da dupla. Fizeram vários hits na carreira, como a canção "Estou Apaixonado", versão de "Estoy Enamorado", principal single da dupla.
A dupla terminou em 12 de setembro de 1997, quando um acidente automobilístico tirou a vida de João Paulo. Lançaram oito álbuns de estúdio durante a carreira e venderam juntos mais de 5 milhões de discos.

## Carreira
Os dois eram rivais nas apresentações que faziam em festivais. Na época, João Paulo fazia dupla com seu irmão mais velho, Francisco, e usavam o nome Neri & Nerinho, e também fazia dupla com Mineiro, e usavam o nome de Mineiro & Nerinho. Já Daniel cantava solo. Mais tarde, os dois amigos se uniram, originalmente com o nome de José Neri & Daniel e mais tarde como João Paulo & Daniel. Em 1985, lançaram seu álbum de estreia, chamado Amor Sempre Amor.
O primeiro sucesso da dupla foi "Desejo de Amar", que fez com que o álbum vendesse 90 mil cópias. Em 1993, lançaram João Paulo & Daniel Vol. 5, que teve como sucessos "Só Dá Você na Minha Vida" e "Malícia de Mulher", e foi o primeiro álbum da dupla a obter boas vendagens, mais tarde recebendo o disco de platina. Em 1996, lançaram o álbum João Paulo & Daniel Vol. 7. O CD trazia a canção "Estou Apaixonado", versão para "Estoy Enamorado", de Donato & Estefano, que se tornou a canção de maior sucesso da dupla. O sucesso dessa canção rendeu ao álbum a certificação de platina dupla, pelas mais de 500 mil cópias vendidas. No mesmo ano, uma canção inédita da dupla, "Pirilume", entrou na trilha da novela O Rei do Gado.
Em abril de 1997, a dupla lançou o álbum Vol. 8, que continha a canção "Te Amo Cada Vez Mais", versão de "To Love You More", de David Foster, gravado pela cantora Céline Dion. Esse álbum é até hoje o mais vendido da dupla, conquistando a certificação de platina tripla por mais de 750 mil cópias vendidas. Após a morte de João Paulo, foi lançado em novembro de 1997 o álbum Ao Vivo.

## Morte de João Paulo e o fim
Na madrugada do dia 12 de setembro de 1997, João Paulo sofreu um grave acidente automobilístico na Rodovia dos Bandeirantes falecendo no local. Com a morte trágica de João Paulo, a dupla chegou ao fim e Daniel seguiu carreira solo.

## Discografia
- 1985 - Amor Sempre Amor
- 1987 - Planeta Coração
- 1989 - João Paulo & Daniel Vol. 3
- 1992 - João Paulo & Daniel Vol. 4
- 1993 - João Paulo & Daniel Vol. 5
- 1995 - João Paulo & Daniel Vol. 6
- 1996 - João Paulo & Daniel Vol. 7
- 1997 - João Paulo & Daniel Vol. 8
- 1997 - Ao Vivo